# Кунгур
Кунгур (рус. Кунгур) град је у Русији у Пермском крају. Средиште је Кунгурског округа.
Ово је стари руски град, са историјском архитектуром. Трговинско, индустријско и саобраћајно средиште. Први је европски град на Транссибирској железници. Према попису становништва из 2010. у граду је живело 66.110 становника.
Недалеко од Кунгура се налази славна Кунгурска ледена пећина.

## Становништво
Према прелиминарним подацима са пописа, у граду је 2010. живело 66.110 становника, 2.833 (4,11%) мање него 2002.
| 1939.  | 1959.  | 1970.  | 1979.  | 1989.  | 2002.  | 2010.  |
| ------ | ------ | ------ | ------ | ------ | ------ | ------ |
| 36.296 | 64.796 | 74.488 | 80.143 | 81.402 | 68.943 | 66.074 |